# ایوان واویلوویچ
ایوان واویلوویچ (انگلیسی: Ivan Vahylevych; ۲ سپتامبر ۱۸۱۱ – ۱۰ مهٔ ۱۸۶۶) انسان‌شناس، زبان‌شناس، روزنامه‌نگار، شاعر، مؤلف (پدیدآور)، تاریخ‌نگار، و نویسنده اهل امپراتوری اتریش بود.